# Tan Howe Liang
Tan Howe-Liang, detto Tiger (陳浩亮T, 陈浩亮S, Chén HàoliàngP; Shantou, 5 maggio 1933 – Singapore, 3 dicembre 2024), è stato un sollevatore singaporiano naturalizzato malese.

## Biografia

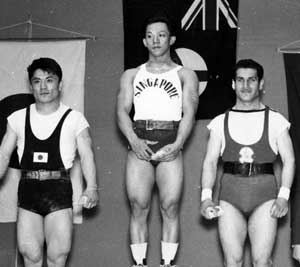
Tan Howe Liang (al centro) medaglia d'oro ai Giochi asiatici di Tokyo 1958

Nato nel 1933 a Shantou, nel Sud-est della Cina, a 4 anni emigrò a Singapore. A 19 anni, nel 1952, iniziò a praticare il sollevamento pesi.
A 23 anni partecipò ai Giochi olimpici di Melbourne 1956, nei pesi leggeri, terminando al 9º posto, con 350 kg alzati.
Due anni dopo ottenne i suoi primi successi internazionali, vincendo due ori nei pesi leggeri, uno ai Giochi del Commonwealth di Cardiff e l'altro ai Giochi asiatici di Tokyo.
Nel 1959 vinse un altro oro, stavolta ai Giochi del Sud-est asiatico di Bangkok.
A 27 anni prese parte di nuovo ai Giochi olimpici, quelli di Roma 1960, dove riuscì a vincere l'argento nei pesi leggeri con 380 kg alzati, chiudendo dietro soltanto al sovietico Viktor Bušuev e ottenendo così la prima, e fino a Pechino 2008 unica, medaglia olimpica di Singapore.
Passato ai pesi medi, nel 1962 ottenne un altro oro ai Giochi del Commonwealth, a Perth.
Due anni dopo partecipò per la terza volta alle Olimpiadi, stavolta in rappresentanza della Malaysia, terminando 11° nei pesi medi, con 400 kg alzati.
Nel 1958 realizzò un record del mondo della categoria dei pesi leggeri nella prova di slancio.

## Palmarès

### Giochi olimpici
- 1 medaglia:
  - 1 argento (Pesi leggeri a Roma 1960)

### Giochi del Commonwealth
- 2 medaglie:
  - 2 ori (Pesi leggeri a Cardiff 1958, pesi medi a Perth 1962)

### Giochi asiatici
- 1 medaglia:
  - 1 oro (Pesi leggeri a Tokyo 1958)

### Giochi del Sud-est asiatico
- 1 medaglia:
  - 1 oro (Pesi leggeri a Bangkok 1959)